# مدرسه و اجتماع
مدرسه و اجتماع (به انگلیسی: The School and Society) کتابی است از جان دیوئی.

## به فارسی
مشفق همدانی این کتاب را به فارسی درآورده است.